# Lindów (województwo mazowieckie)
Lindów – wieś w Polsce położona w województwie mazowieckim, w powiecie żyrardowskim, w gminie Mszczonów. 
W skład sołectwa Lindów wchodzi także wieś Huta Piekarska.
| SIMC    | Nazwa          | Rodzaj    |
| ------- | -------------- | --------- |
| 0732625 | Huta Piekarska | część wsi |

Założył ją prawdopodobnie w XIX w. Linda Bonawentury. W czasie wojny mieszkało tu wielu Niemców, a po wojnie w pobliskich lasach stacjonowali Romowie
W latach 1975–1998 miejscowość administracyjnie należała do województwa skierniewickiego.